# Little Lord Fauntleroy (pel·lícula de 1921)
Little Lord Fauntleroy és una pel·lícula muda dirigida per Alfred E. Green i Jack Pickford i interpretada per Mary Pickford en els dos papers protagonistes, mare i fill. La pel·lícula, basada en la novel·la homònima de Frances Hodgson Burnett, es va estrenar el 15 de setembre de 1921. Existeixen dues versions més d'aquesta novel·la, una rodada el 1936 amb Dolores Costello, i una altra el 1980 amb Alec Guinness.

## Argument
La vídua del capità Errol, el fill petit del comte de Dorincourt viu amb penes i treballs a Nova York amb el seu fill Cedric. El comte, en no tenir hereu, encarrega a Haversham, el seu advocat, que porti el jove Cedric d'Amèrica per ser format per dur el títol de Lord Fauntleroy. Quan arriben al castell, la mare (Dearest), és acusada erròniament d'haver-se casat pels diners, i no és benvinguda al castell, mentre que Cedric, amb el seu enginy innocent i infantil, captiva el comte i es guanya els convidats nobles que van al castell. Un dia, Haversham es presenta al castell amb una dona que afirma que el seu fill és el verdader hereu i que Cedric és un impostor, i li demana per a ell el títol de Lord Fauntleroy. Quan la notícia arriba als diaris de Nova York, els amics de Cedric, Dick, Hobbs i la senyora McGinty, viatgen a Anglaterra per tal de desemmascarar la conspiració. El comte s'alegra molt de les notícies i ell i Dearest es reconcilien i tots tres viuen feliços al castell.

## Repartiment
- Mary Pickford (Cedric Errol i Dearest, la mare de Cedric)
- Claude Gillingwater (comte de Dorincourt)
- Joseph J. Dowling (William Havisham)
- James A. Marcus (Hobbs)
- Kate Price (Mrs. McGinty)
- Fred Malatesta (Dick)
- Rose Dione (Minna)
- Arthur Thalasso (l'estranger)
- Colin Kenny (Bevis)
- Emmett King (Reverend Mordaunt)
- Madame De Bodamere (Mrs. Higgins)
- Gordon Griffith (noi que roba raïm)
- Jackie Condon (nen que inicia la pel·lícula)
- Francis Marion (fill de Minna)

## Producció
La pel·lícula, produïda per Mary Pickford per a la United Artist, es va rodar quasi enterament als estudis Brunton de Los Angeles, a excepció de les escenes per als exteriors del castell que es van rodar a Burlingame (Califòrnia). El director de fotografia, Charles Rosher, va realitzar una excel·lent feina per a l'època amb superposicions i treballs de perspectiva per engrandir o empetitir Mary Pickford i així fer-la aparèixer interpretant els dos personatges a la vegada. En una escena, Cedric fa un petó a Dearest, la seva mare i aquests pocs segons van requerir una feina de 15 hores. En el seu moment es va considerar com la pel·lícula més costosa que havia produït Pickford però va esdevenir un gran èxit.